# Elecciones a las Cortes Valencianas de 2003
Las elecciones a las Cortes Valencianas correspondientes a la VI Legislatura de la Comunidad Valenciana se celebraron el día 25 de mayo, juntamente con las elecciones municipales. En ellas resultó ganador el PP por mayoría absoluta, siendo investido presidente Francisco Camps.

## Candidaturas

### Candidaturas con representación previa en las Cortes Valencianas
A continuación, se muestra la lista de las candidaturas electorales que obtuvieron representación en las últimas elecciones a las Cortes Valencianas. Las candidaturas aparecen enumeradas en orden descendente de escaños obtenidos en las anteriores elecciones. Así mismo, los partidos y alianzas que conforman el gobierno en el momento de las elecciones están sombreados en verde claro.
| Candidatura | Candidatura                                                       | Integrantes          | Candidato/a | Candidato/a     | Diputados previos (1999) |
| ----------- | ----------------------------------------------------------------- | -------------------- | ----------- | --------------- | ------------------------ |
|             | Partido Popular                                                   | PPCV                 |             | Francisco Camps | 49                       |
|             | Partido Socialista Obrero Español                                 | PSPV-PSOE            |             | Joan Ignasi Pla | 35 (PSOE-Progresistas)   |
|             | Esquerra Unida+ Els Verds/Los Verdes+ Esquerra Valenciana: Entesa | EUPV Els Verds EV IR |             | Joan Ribó       | 5 (EUPV)                 |

### Resto de candidaturas
A continuación, se muestra un listado con todas las candidaturas proclamadas por la Junta Electoral de la Comunidad Valenciana ordenadas alfabéticamente, junto con los candidatos de cada provincia. En negrita se resalta el candidato o la candidata a la presidencia de la Generalidad Valenciana en aquellos casos en que se haya comunicado.
|                                                    | Bloc Nacionalista Valencià-Esquerra Verda (BLOC-EV)         | Sebastià García Mut           | Vicente Albero Silla            | Pere Mayor Penadés             |
|                                                    | Centro Democrático y Social (CDS)                           | Juan Francisco Valls Brotons  | Alicia Susana Lozano Rodrigo    | Juan Amador Marín Martínez     |
|                                                    | Democracia Nacional (DN)                                    | Manuel Canduela Serrano       |                                 |                                |
|                                                    | España 2000 (E-2000)                                        | Francisco Javier Mompó Buchón | José Vicente López Tendero      | Salvador Gamborino Bordes      |
|                                                    | Esquerra Republicana del País Valencià (ERPV)               | Maria Èlia Navarro Monerris   | Josep Vicent Vicent i Ballester | Agustí Frederic Cerdà Argent   |
|                                                    | Falange Auténtica (FA)                                      | Enrique Antigüedad Sánchez    | Arturo Puchades Herraiz         | Francisco Martín López         |
|                                                    | Familia y Vida (PFiV)                                       |                               |                                 | Vicente Manuel Roglá Benedito  |
|                                                    | Otra Democracia Es Posible (ODEP)                           |                               |                                 | María Isabel Albuixech Perales |
|                                                    | Partido Comunista de los Pueblos de España (PCPE)           | Ginés Saura Fernández         | Francisco José Tendero Egea     | Fernando Ferraz Pumares        |
|                                                    | Partido Humanista (PH)                                      | Adrián Clemente Bertomeu      | Manuel Granado Villa            | Luis Alfredo Filloy Palmero    |
|                                                    | Partido Regional de la Comunidad Valenciana (PRCV)          | María Carmen Tomás Moreno     | Isabel Mercedes Blasco Monso    | Joaquín Corredor Pascual       |
|                                                    | Partido Republicano (PR)                                    | José Ramón Font Font          | Luis Pedro Martín               | Fernando Millán Sánchez        |
|                                                    | Unió-Unió Comunitat Valenciana-Unió Valenciana (UNIÓ-UNIÓN) |                               | Gonzalo Romero Casaña           | Valero Eustaquio Juan          |
|                                                    | Unió-Unión Centro Liberal (UCL)                             | Miguel Ángel Robles Martínez  |                                 |                                |
| Fuente: Junta Electoral de la Comunidad Valenciana |                                                             |                               |                                 |                                |

## Resultados

### Autonómico
Aquí se muestran los resultados totales de las candidaturas que obtuvieron al menos el 5% de los votos emitidos.
|  | 47,16 % |

|  | 35,96 % |

|  | 6,35 % |

|  | 8,97 % |

|  | 1,55 % |

|  | 71,49 % |

## Diputados electos
Tras estos resultados, la Junta Electoral de la Comunidad Valenciana proclamó como diputados de las Cortes Valencianas para la legislatura 2003-2007 a los siguientes candidatos:
| Elecciones a las Cortes Valencianas de 2003 Diputados electos | Elecciones a las Cortes Valencianas de 2003 Diputados electos | Elecciones a las Cortes Valencianas de 2003 Diputados electos | Elecciones a las Cortes Valencianas de 2003 Diputados electos | Elecciones a las Cortes Valencianas de 2003 Diputados electos |
| Candidatura                                                   | Candidatura                                                   | Alicante | Castellón | Valencia |
| ------------------------------------------------------------- | ------------------------------------------------------------- | --- | --- | --- |
|                                                               | PP (48 diputados)                                             | 1. Julio Francisco de España Moya 2. Macarena Montesinos de Miguel 3. Juan Manuel Cabot Saval 4. María del Carmen Nácher Pérez 5. José Cholbi Diego 6. Ana Encabo Balbín 7. Rafael Maluenda Verdú 8. María Josefa García Herrero 9. Fernando Modrego Caballero 10. Gema Amor Pérez 11. Manuel Gómez Fernández 12. María Estela Canales Martínez-Pinna 13. Juan Seva Martínez 14. Mónica Isabel Lorente Ramón 15. Manuel Pérez Fenoll 16. Cristina Serrano Mateo | 1. José Víctor Campos Guinot 2. Rosa María Barrieras Mombrú 3. Alejandro Font de Mora Turón 4. Fernando Vicente Castelló Boronat 5. Ana Michavila Núñez 6. María Soledad Linares Rodríguez 7. Vicente Rambla Momplet 8. Elvira Suanzes Fernández 9. Ricardo Costa Climent 10. José Luis Ramírez Sorribes 11. José Blas Moles Alagarda 12. Francisco Javier Tomás Puchol 13. Jaime Mundo Alberto | 1. Francisco Enrique Camps Ortiz 2. María Rita Barberá Nolla 3. Alicia de Miguel García 4. Serafín Castellano Gómez 5. Maria Àngels Ramón-Llin Martínez 6. Verónica Marcos Puig 7. Manuel Tarancón Fandos 8. Esther Mártires Franco Aliaga 9. Carlos Javier González Cepeda 10. Alejandra Climent Jordá 11. Rafael Blasco Castany 12. Amparo Sancho Vicente 13. Antonio Ángel Clemente Olivert 14. Estefania Elena Martínez Zaragoza 15. Joaquín Soler Garibo 16. Asunción Quinzá Alegre 17. Eduardo Ovejero Adelantado 18. José Emilio Cervera Llavador 19. Rafael Ferraro Sebastiá |
|                                                               | PSOE (35 diputados)                                           | 1. Diego Maciá Antón 2. María del Carmen Sánchez Brufal 3. Antonio Moreno Carrasco 4. Encarnación Llinares Cuesta 5. Vicente Escrig Peris 6. María Consuelo Català Pérez 7. Eduardo Vicente Navarro 8. Rebeca Lirios Soler Cejudo 9. Antonio Torres Salvador 10. María Dolores Gay Bódalo 11. Juan de Dios Falcó Rico 12. José Antonio Godoy García | 1. Joaquim Francesc Puig Ferrer 2. María Amparo Marco Gual 3. Francesc Colomer Sánchez 4. Isabel María Escudero Pitarch 5. Joaquín González Sospedra 6. María de las Mercedes Sanchordi García 7. Adolfo Sanmartín Besalduch 8. María José Mendoza García 9. Tomás Polo Poveda | 1. Joan Ignasi Pla Durà 2. Josefa Frau Ribes 3. Vicent Manuel Sarrià Morell 4. María Nuria Espí de Navas 5. Antonio Such Botella 6. Jeannette Segarra Sales 7. Juan Jesús Ros Piles 8. Ana Isabel Noguera Montagud 9. Antoni Lozano Pastor 10. Cristina Moreno Fernández 11. Juan Andrés Perelló Rodríguez 12. Josefa Andrés Barea 13. José Camarasa Albertos 14. Carmen Ninet Peña |
|                                                               | ENTESA (6 diputados)                                          | 1. Juan Antonio Oltra Soler 2. Alfred Botella Vicent | 1. Ramón Cardona Pla | 1. Joan Ribó Canut 2. Carles Arnal Ibáñez 3. Dolors Pérez Martí |
| Fuente: Cortes Valencianas                                    |                                                               | | | |

## Votaciones de investidura en la legislatura
| Resultado de la votación de investidura del presidente de la Generalidad Valenciana | Resultado de la votación de investidura del presidente de la Generalidad Valenciana | Resultado de la votación de investidura del presidente de la Generalidad Valenciana | Resultado de la votación de investidura del presidente de la Generalidad Valenciana | Resultado de la votación de investidura del presidente de la Generalidad Valenciana | Resultado de la votación de investidura del presidente de la Generalidad Valenciana | Resultado de la votación de investidura del presidente de la Generalidad Valenciana | Resultado de la votación de investidura del presidente de la Generalidad Valenciana | Resultado de la votación de investidura del presidente de la Generalidad Valenciana | Resultado de la votación de investidura del presidente de la Generalidad Valenciana |
| Candidato                                                                           | Fecha                                                                               | Voto                                                                                |                                                                                     |                                                                                     |                                                                                     | Total                                                                               |                                                                                     |                                                                                     |                                                                                     |
| ----------------------------------------------------------------------------------- | ----------------------------------------------------------------------------------- | ----------------------------------------------------------------------------------- | ----------------------------------------------------------------------------------- | ----------------------------------------------------------------------------------- | ----------------------------------------------------------------------------------- | ----------------------------------------------------------------------------------- | ----------------------------------------------------------------------------------- | ----------------------------------------------------------------------------------- | ----------------------------------------------------------------------------------- |
| Francisco Camps (PP)                                                                | 18 de junio de 2003 Mayoría requerida: absoluta (45/89)                             | Sí                                                                                  | 48                                                                                  |                                                                                     |                                                                                     | 48/89                                                                               |                                                                                     |                                                                                     |                                                                                     |
| Francisco Camps (PP)                                                                | 18 de junio de 2003 Mayoría requerida: absoluta (45/89)                             | No                                                                                  |                                                                                     | 35                                                                                  | 5                                                                                   | 40/89                                                                               |                                                                                     |                                                                                     |                                                                                     |
| Francisco Camps (PP)                                                                | 18 de junio de 2003 Mayoría requerida: absoluta (45/89)                             | Aus.                                                                                |                                                                                     |                                                                                     | 1                                                                                   | 1/89                                                                                |                                                                                     |                                                                                     |                                                                                     |
| Francisco Camps (PP)                                                                | 18 de junio de 2003 Mayoría requerida: absoluta (45/89)                             | Fuente: Cortes Valencianas                                                          |                                                                                     |                                                                                     |                                                                                     |                                                                                     |                                                                                     |                                                                                     |                                                                                     |